# Alicia Bond
Alicia Bond, född Dowling i Dublin, död 1877 i Melbourne, var en australisk bordellägare.

## Biografi
Alicia Bond föddes på Irland, där hon gifte sig med en man vid namn Sheridan. Som änka emigrerade hon 1859 till Australien tillsammans med sin son John Sheridan och William Bond, med vilken hon fick två söner; hon var inte gift med Bond, men kallade sig Mrs Bond. I Melbourne etablerade hon sig år 1861 som bordellmadam. Det är klarlagt från samma år, då hennes son åtalades men frikändes från att ha misshandlat William Bond för misshandel på hans mor. Hon gifte sig med William Bond, som avled samma år. Hon gifte 1864 om sig med snickaren Gleeson (d. 1866), men fortsatte att kalla sig Mrs Bond.
Alicia Bond listades formellt som livsmedelshandlare från 1864, men var allmänt erkänd som bordellmadam: yrket var inte formellt olagligt vid denna tid. Hon kom efterhand att äga ett flertal hus i Melbourne, och hade betydligt utvidgat sin verksamhet vid sin död. Alicia Bond nämns vid sidan av Sarah Fraser vid seklets mitt och Madame Brussels under seklets slut som en av de mest betydande bordellägarna i Melbourne under 1800-talet.